# Roullet-Saint-Estèphe
Roullet-Saint-Estèphe là một xã thuộc tỉnh Charente trong vùng Nouvelle-Aquitaine tây nam nước Pháp. Xã này có độ cao trung bình 26 mét trên mực nước biển.